# LG G8 ThinQ
LG G8 THINQ是由LG電子製造的一款Android智慧型手機。於2019年2月24日正式發表。為LG G7 ThinQ的後繼產品。